# Michel Vuibert
Pour les articles homonymes, voir Vuibert.
Michel Vuibert, né le 12 juin 1934 à Reims et mort le 31 juillet 2022 à Rethel (Ardennes), est un homme politique français. Commerçant de profession, membre du parti centriste UDF, il fut plusieurs fois député des Ardennes entre 1986 et 1997, conseiller général des Ardennes de 1973 à 2004, conseiller régional de Champagne-Ardenne de 1982 à 1986, maire de Faissault de 1965 à 1989 et maire de Rethel de 1989 à 2005.

## Biographie
En 2003 il fut fait chevalier de la Légion d'Honneur.

## Détail des fonctions et des mandats
Mandats parlementaires
- 16 mars 1986 - 14 mai 1988 : Député des Ardennes
- 28 mars 1993 - 21 avril 1997 : Député de la 1re circonscription des Ardennes

Mandats locaux
- 1965 - 1989 : Maire de Faissault (Champagne-Ardenne, 200 hab.)
- 1973 - 2004 : Conseiller général des Ardennes
- 1982 - 1986 : Conseiller régional de Champagne-Ardenne
- 1989 - 2005 : Maire (UDF) de Rethel (Champagne-Ardenne, 8000 hab.)